# Čingov
Čingov (AFI: ['tʂingɔu], 504 m s. n. m.) es un área en el Parque nacional del Paraíso Eslovaco y un importante centro turístico. Se encuentra en su borde norte, en la extensión en forma de cuenca del río Hornád  cerca de Spišská Nová Ves y Smižany. Además de Podlesok en el lado norte y Dedinky en el lado sur del Parque nacional del Paraíso Eslovaco, el área de Čingov es el centro turístico más grande ubicado sobre la orilla izquierda de Hornád y en la parte inferior de Prielom Hornádu (en español: Gran avance del Hornád).
También es el punto de partida de numerosas rutas turísticas como  Tomášovský výhľad (en español: Vista del Tomášovce), Sokolia dolina (en español: Valle del halcón), Klauzy (en español: Cláusulas), Kláštorisko (en español: Monasterio), Prielom Hornádu, una ruta turística que pertenece a las mayores atracciones turísticas del Paraíso Eslovaco etcétera. Un sendero educativo especialmente señalizado de 15 km de largo pasa por Čingov. En la cercana colina Hradisko, hay un importante sitio arqueológico de un asentamiento eslavo. Los monumentos encontrados en la ubicación de Hradisko confirman el asentamiento de la Edad de Piedra más joven. Las primeras instalaciones turísticas se crearon aquí en 1932. El propio centro de Čingov ofrece hoy servicios de catering y alojamiento (casas de campo privadas, casas de campo corporativas, pensión). Allí se encuentra la Casa del Servicio de Montaña del Parque nacional del Paraíso Eslovaco, la estación de campo de la Administración del Parque nacional del Paraíso Eslovaco (solo en los meses de verano). La conexión de transporte a Čingov está disponible mediante un servicio regular de autobuses.